# جامعة كومار للعلوم والتكنولوجيا
جامعة كومار للعلوم والتكنولوجيا هي جامعة خاصة تقع في مدينة السليمانية في إقليم كردستان ، وقد تأسست عام 2009.

## التاريخ
تأسست جامعة كومار برخصة من قبل وزارة التعليم العالي والبحث العلمي في حكومة إقليم كردستان ،وهي جامعة خاصة يحكمها مجلس آمناء ويديرها مجلس إدارة، يقع في الحرم الجامعي الرئيسي في مدينة السليمانية في كردستان العراق